# OEmbed
 (septembre 2016).
oEmbed est un protocole ouvert qui permet d’insérer le contenu d’une page web dans une autre page. Le contenu inséré peut être de plusieurs types : photo, vidéo, URL ou extrait HTML.
L’échange d’information a lieu entre un site client et un site serveur. Par exemple, le site client peut afficher une représentation d’une page web telle qu’une image ou une vidéo. Le serveur doit disposer d’un service utilisant l’API oEmbed pour permettre aux clients de récupérer les informations de la représentation à afficher.
La spécification a été créée par Cal Henderson (en), Leah Culver (en), Mike Malone et Richard Crowley en 2008.